# Округ Сент Џозеф (Индијана)
Округ Сент Џозеф (енгл. St. Joseph County) је округ у америчкој савезној држави Индијана.

## Демографија
По попису из 2010. године број становника је 266.931, што је 1.372 (0,5%) становника више него 2000. године.
| Група             | 2000.           | 2010.           |
| Белци             | 213.890 (80,5%) | 201.701 (75,6%) |
| Афроамериканци    | 30.422 (11,5%)  | 33.958 (12,7%)  |
| Азијати           | 3.557 (1,3%)    | 5.036 (1,9%)    |
| Хиспаноамериканци | 12.557 (4,7%)   | 19.395 (7,3%)   |
| Укупно            | 265.559         | 266.931         |